# Roldano Simeoni
Roldano Simeoni (* 21. Dezember 1948 in Civitavecchia) ist ein ehemaliger italienischer Wasserballspieler. Mit der italienischen Nationalmannschaft wurde er Olympiazweiter 1976, Weltmeisterschaftsdritter 1975, Weltmeister 1978 und Europameisterschaftsdritter 1977.

## Sportliche Karriere
Der 1,82 Meter große Roldano Simeoni spielte 15 Jahre bei Nuoto E Canottaggio in seiner Heimatstadt Civitavecchia. Gegen Ende seiner Karriere war er bei Pro Recco. Nach seiner aktiven Laufbahn wurde er Trainer im Nachwuchsbereich.
1972 bei den Olympischen Spielen in München belegten die Italiener in ihrer Vorrundengruppe den zweiten Platz hinter der sowjetischen Mannschaft. In der Finalrunde spielten die Italiener zweimal Unentschieden und verloren zweimal. Am Ende belegten sie den sechsten Platz. Simeoni war in allen acht Spielen dabei. Er erzielte fünf Tore, davon drei beim 6:6 gegen Jugoslawien. 1973 fand in Belgrad die erste Weltmeisterschaft statt. Die Italiener erreichten die Endrunde und wurden Vierte vor dem punktgleichen US-Team. 1974 bei der Europameisterschaft in Wien belegten die Italiener den fünften Platz hinter den punktgleichen Niederländern.
Bei der Weltmeisterschaft 1975 in Cali erreichten die Italiener durch einen zweiten Platz in der Zwischenrunde die Spiele um die Medaillen. Dort belegten die Italiener den dritten Platz hinter den Mannschaften aus der Sowjetunion und aus Ungarn. Einen Monat später siegte Simeoni mit der italienischen Mannschaft bei den Mittelmeerspielen in Algier vor den Jugoslawen und den Spaniern.
1976 fanden die Olympischen Spiele in Montreal statt. Die Italiener gewannen ihre Vorrundengruppe und erreichten in der Hauptrunde zwei Siege sowie zwei Unentschieden und verloren gegen die Ungarn. Damit gewannen die Ungarn die Goldmedaille vor den Italienern, die gegenüber den Niederländern das bessere Torverhältnis aufwiesen. Simeoni wirkte in allen acht Spielen mit und warf drei Tore. 1977 spielte Simeoni bei der Europameisterschaft in Jönköping. Die ungarische Mannschaft gewann vor den Jugoslawen, dahinter erreichten die Italiener den dritten Platz vor der Mannschaft aus der Sowjetunion. Bei der dritten Weltmeisterschaft hatten die Italiener vor dem letzten Gruppenspiel der Finalrunde bereits gegen die Jugoslawen und das sowjetische Team gewonnen. Im letzten Spiel gegen die Ungarn genügte den Italienern ein Unentschieden. Das Spiel endete mit 4:4, wobei Simeoni einen Treffer beisteuerte. Die Italiener gewannen damit nach Ungarn und der Sowjetunion als drittes Team den Weltmeistertitel. 1979 bei den Mittelmeerspielen in Split siegten die Jugoslawen vor den Italienern und den Spaniern. Sein letztes großes Turnier spielte Simeoni 1980 bei den Olympischen Spielen in Moskau. Die Italiener belegten in der Vorrunde nur den dritten Platz und spielten dann in der Runde um die Plätze 7 bis 12. Sie wurden Achte hinter den Australiern. Simeoni war noch einmal in allen acht Spielen dabei und warf insgesamt vier Tore.